# Ecnomiohyla valancifer
La rana arbórea de San Martín (Ecnomiohyla valancifer) es una especie de anfibios de la familia Hylidae. Es endémica de México.
Sus hábitats naturales incluyen bosques tropicales o subtropicales secos y a baja altitud y ríos. Está amenazada de extinción por la destrucción de su hábitat natural.